# Two wrongs don't make a right
"Two wrongs don't make a right"とは、悪に悪を掛け合わせても善とはならないことを意味する英語の成句。倫理的な規範を表し、「ある悪行を別の悪行をもって正当化すべきではない」:230 (または「悪事に対して悪事を返すべきではない」) という意を伝達するために用いられる。論理学上は非形式的誤謬 (を否定する表現) に該当し、例として「私はAを撃ったが、Aはいつも私の畑を荒らしている」という主張においては、当事者双方とも「悪」を犯しており、「銃撃したことが正当化される」という結論は誤謬である。

## 概要
"Two wrongs don't make a right"は、肯定形の"Two wrongs make a right" (誤った行いに誤った行いを掛け合わせると正しい行いになる) に対するアンチテーゼであり、歴史的には、類似した"two wrongs infer one right" (2つの誤は1つの正になりえる) というフレーズが、1734年発行のThe London Magazineの詩の中で用いられている。
"Two wrongs make a right"は、ある種 {\displaystyle (-1)\times (-1)=1} のような二重否定により肯定を導くものであるが:230、論理学における誤謬 (ごびゅう、英: fallacy) の一種である。誤謬は、前提から絶対的に導かれるべき結論そのものに誤りがある際に生じる形式的誤謬 (英: formal fallacy) と、(論理式で説明可能な範疇を超えて) 前提と結論間に妥当な因果関係を見出すことが困難な場合に生じる非形式的誤謬 (英: informal fallacy) に大別される:
上記1つ目の例において、{\displaystyle X}を{\displaystyle 1^{2}}、{\displaystyle Y}を{\displaystyle 2}、{\displaystyle Z}を{\displaystyle 1}とすると、結論は{\displaystyle 1=2}となり、これは論理式として成立しない。また、2つ目の例では、「顔をしかめている」ことを理由として当該人物が (何らかの主張において) 間違っていることを推論することはできない。"Two wrongs make a right"は、二重否定の形式的な解で説明可能な範疇を超えている点、ならびに前提と結論の間に因果関係が成立しない点から、後者と同様、非形式的誤謬の一種である (cf. Johnson et al. (2014))。

## 具体例
"Two wrongs don't make a right"の具体例として、以下のようなものが挙げられる。
この二政府間のやり取りの例では、政府Bは拷問を行っていることを否定しておらず、政府Aの主張に対して弁明していないほか、暗示的に拷問を正当化している。この場合、「両政府ともに悪行をはたらいている」ということ以上の論理的帰結は存在せず、政府Bの自己正当化は成立しない。
"two wrongs"の誤謬は、話題のすり替えによる「論点逸らし」の手法としても頻繁に用いられる。
この手法は燻製ニシンの誤謬 (英: red herring fallacy) と呼ばれ、上記の例では「同様の悪を働いた」ことへの論点のすり替えにより、自身の「悪」を非論理的に正当化している。(cf. whataboutism) 
また、類似しているものの論理学的本質は異なる誤謬の一種として、お前だって論法 (ラテン語: tu quoque) がある。

## 批判
Kavka (1983)は、トマス・ホッブズの正当報復に関する哲学を引用し、企業倫理の観点から"two wrongs"の論理を批判している。Kavkaの知見では、道徳的な基準や一般的な社会ルールが過度に侵害された場合、その影響を被った人物は不利な状況の打破を目的とし、当該基準・ルールを (同様に) 侵害することが正当化される。例として、他者の財産を奪う行為は「悪」である一方、略奪行為を行った犯罪者からその財産を取り戻す行為は「善」である、とKavkaは論じている。一方、この"Two wrongs make a right"の側面は、倫理基準を無差別に侵害する手法として用いられてはならないとも論じている。
保守派のジャーナリストであるビクター・ラスキーは、法学の観点からウォーターゲート事件における"Two wrongs don't make a right"を考察し、非道徳的行為が反復的に行われたのちその当事者が罰せられずに放置された場合、それは「繰り返された悪が導いた善」として法的前例になりえると論じている。例として、合衆国史上初めて大統領を辞任したリチャード・ニクソンは、後任者による大統領宣言により当該事件について罷免されたが、これは「同様の悪」がのちに万一行われた際、判例として引き合いに出されたうえで当該悪行を正当化するための根拠となりえる。